# Ново Амбурго
Ново Амбурго (порт. Novo Hamburgo) град је у Бразилу у савезној држави Рио Гранде до Сул. Према процени из 2007. у граду је живело 253.067 становника.

## Становништво
Према процени из 2007. у граду је живело 253.067 становника.
| 1991.   | 2000.   |
| ------- | ------- |
| 205,668 | 236,193 |

## Партнерски градови
- Леон
- Елда